# Roy Goodman
Roy Goodman (* 26. Januar 1951 in Guildford) ist ein britischer Dirigent und Violinist, spezialisiert in der historischen Aufführungspraxis.

## Leben und Wirken
Bereits als Zwölfjähriger wirkte er 1963 als Knaben-Sopransolist im „Miserere“ von Gregorio Allegri unter der Leitung von David Willcocks mit.
Roy Goodman studierte an der Royal College of Music. Als Solist und Konzertmeister spielte er zwischen 1975 und 1985 unter Dirigenten wie Charles Mackerras, Roger Norrington und Simon Rattle. Er war zeitweise der Viola–d’amore-Solist der Academy of St. Martin in the Fields und dem Philharmonia Orchestra. Auf der Barockvioline trat er als Solist unter Frans Brüggen, Philippe Herreweghe, Christopher Hogwood, René Jacobs, Trevor Pinnock und Ton Koopman auf.
Als Dirigent leitet er vielfach die Barockorchester vom Cembalo aus, von der Orgel oder mit der Violine in der Hand. Er war Gründer und künstlerischer Leiter des Brandenburg Consort von 1975 bis 2001. Er war beigeordneter Leiter des Parley of Instruments und ständiger Gastdirigent des English Chamber Orchestra. Über mehrere Jahre leitete er das aus jungen Musikhochschulabsolventen bestehende European Union Baroque Orchestra (EUBO), mit dem er mehrere Tonträger aufnahm. Insgesamt leitete er mehr als 120 verschiedene Orchester und Ensembles. Seit 2001 fungierte Goodman mehrmals als Dirigent beim Concours Reine Elisabeth im Fach Barockgesang. Auch als Operndirigent genießt er ein hohes Ansehen.
Insgesamt liegen mehr als 120 Tonträgeraufnahmen unter seiner Leitung vor, sie umspannen ein Repertoire von Claudio Monteverdi bis Aaron Copland.